# Chris Haslam (skateur)
Chris Haslam, né en 1980, est un skateboarder professionnel canadien, originaire de l'Ontario.
Il commence le skateboard en 1994 et devient professionnel en 2004.
Il est « sponsorisé » par  Independent Trucks,  Bones Wheel Co., IS Designs, Vestal Watches et Bones swiss bearings. Il est reconnu pour son style unique dans le domaine du skateboard.
Haslam a commencé à devenir populaire depuis sa participation dans la vidéo Almost : Round Three. 

Il a gagné le Reader's Choice au 7e concours annuel Transworld Skateboarding en 2005.

En août 2006 il a été élu gagnant de la compétition Vs 411 VM. À cette compétition le public votait en direct pour les tricks réalisés par les skateurs professionnels. 
En 2006 Daewon Song et lui ont tourné dans la vidéo Almost : Cheese and Crackers.
Chris Haslam, ainsi que de nombreux autres skateur pro, apparait pour sa première fois dans un jeu vidéo. Il est intitulé Skate. de EA : Sortit en dernière semaine de septembre 2007, sur PS3 et Xbox360. Chris Haslam est même un personnage jouable.